# 弗洛朗·塞拉
弗洛朗·塞拉（法語：Florent Serra，1981年2月28日—），法國職業網球運動員。出生於波爾多。於2000年轉為職業選手。職業生涯最高排名第36位。他獲得過兩項ATP巡迴賽的冠軍。

## 外部連結
- 弗洛朗·塞拉（英文/西班牙文）的官方資料
- 弗洛朗·塞拉的國際網球總會 職業／青少年 官方資料（英文）
- 字符串模块出错：目标字符串是空的 弗洛朗·塞拉的官方資料（英文）